# Ceng Cseng
Ceng Cseng (Zeng Cheng) (egyszerűsített kínai írással: 曾诚; Vuhan (Wuhan), 1987. január 8. –) kínai labdarúgó, a élvonalbeli Sanghaj Senhua kapusa.

## Pályafutása

### A válogatottban
2009. június 1-jén mutatkozott be a kínai válogatottban az Irán elleni 1-0-s barátságos mérkőzésen.
2011-ben behívták az Ázsia-kupára készülő keretbe.

## Statisztika

### A válogatottban
| Kína     | Kína | Kína  |
| Év       | Mérk | Gólok |
| -------- | ---- | ----- |
| 2009     | 3    | 0     |
| 2010     | 6    | 0     |
| 2011     | 2    | 0     |
| 2012     | 5    | 0     |
| 2013     | 9    | 0     |
| 2014     | 5    | 0     |
| 2015     | 1    | 0     |
| 2016     | 5    | 0     |
| 2017     | 5    | 0     |
| 2018     | 1    | 0     |
| Összesen | 42   | 0     |